# ニールス・アルデン・オプレヴ
ニールス・アルデン・オプレヴ（Niels Arden Oplev、1961年3月26日 - ）は、デンマーク出身の映画監督、脚本家である。

## 経歴
1961年3月26日、デンマークに生まれる。1989年、デンマーク国立映画学校を卒業した。
1996年、『Portland』で長編映画監督デビュー。2009年、ミカエル・ニクヴィストとノオミ・ラパスを主演に迎えた監督作品『ミレニアム ドラゴン・タトゥーの女』が公開された。スティーグ・ラーソンの小説を映画化した同作は、1億ドル以上の興行収入を記録した。その後、2013年に『デッドマン・ダウン』、2017年に『フラットライナーズ』を監督した。

## フィルモグラフィー

### 長編映画
- Portland （1996年） - 監督・脚本
- Fukssvansen （2001年） - 監督・脚本
- Drømmen （2006年） - 監督・脚本
- To verdener （2008年） - 監督・脚本
- ミレニアム ドラゴン・タトゥーの女 Män som hatar kvinnor （2009年） - 監督
- デッドマン・ダウン Dead Man Down （2013年） - 監督
- フラットライナーズ Flatliners （2017年） - 監督

### テレビドラマ
- Ørnen: En krimi-odyssé （2004年 - 2006年） - 監督
- アンフォゲッタブル 完全記憶捜査 Unforgettable （2011年） - 監督
- アンダー・ザ・ドーム Under the Dome （2013年） - 監督
- MR. ROBOT/ミスター・ロボット Mr. Robot （2015年） - 監督